# 有氧健身操

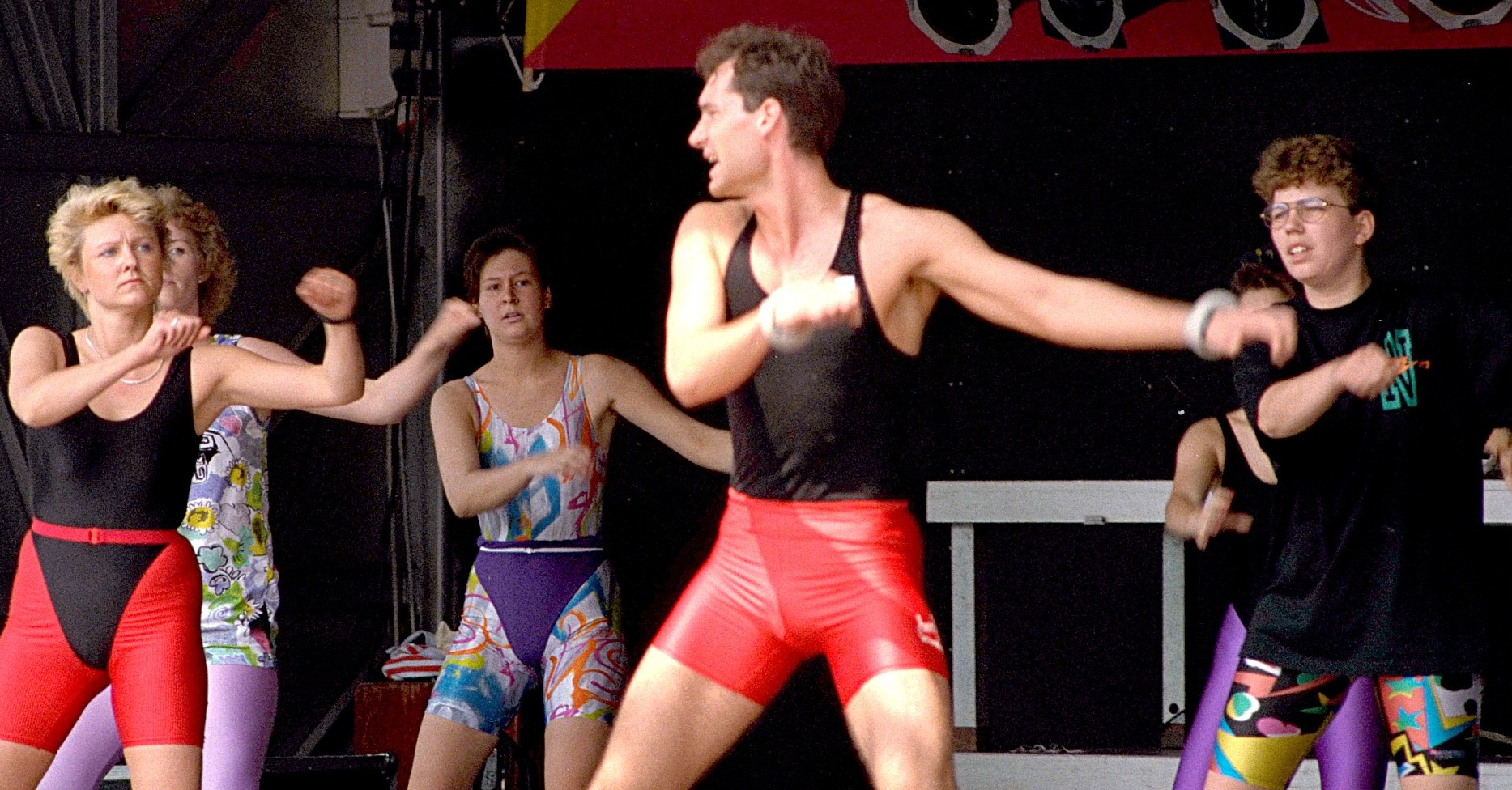
有氧健身操

有氧健身操（英語：Aerobics），又稱有氧舞蹈、健美操，是一種以有氧運動形式進行的體操，能夠提升肌肉的彈性和強度，也可以增強心肺功能。有氧训练是一种以提高人体耐力素质，增强心肺功能为目的体育运动，很多时候也被用作减轻体重。进行体育运动时，当心率达到最大心率的70%－75%，就可认定是在进行有氧训练。比較科學的定義，有氧運動是指長時間、有節奏、會令心跳率上升的大肌肉運動。
一般來說，有氧健身操通常會由一名導師帶領一班學員進行。

## 名人
- 珍·芳達